# NGC 732
NGC 732 je čočková galaxie a Markarjanova galaxie v souhvězdí Andromedy. Její zdánlivá jasnost je 13,6m a úhlová velikost 1,40′ × 1,0′. Je vzdálená 269 milionů světelných let, průměr má 110 000 světelných let. Galaxii objevil 5. prosince 1883 Édouard Jean-Marie Stephan.

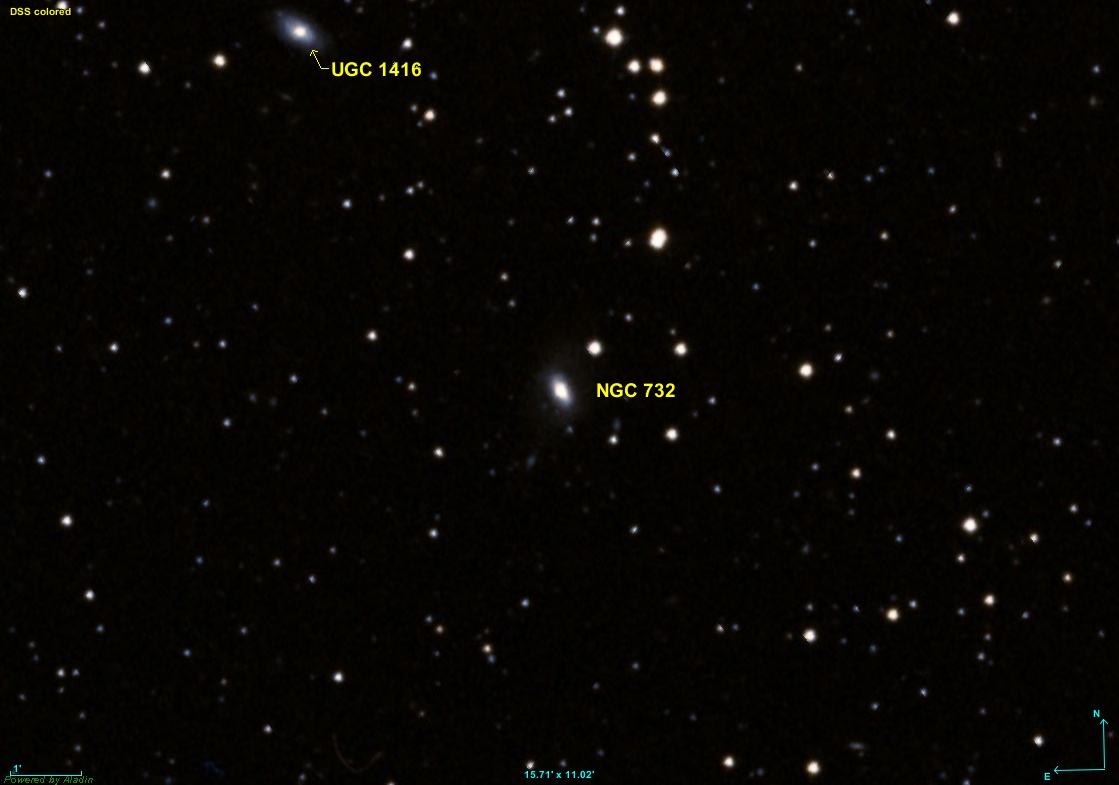
NGC 732